# Ochrotrichia verbekei
Ochrotrichia verbekei är en nattsländeart som beskrevs av Jacquemart 1968. Ochrotrichia verbekei ingår i släktet Ochrotrichia och familjen smånattsländor. Inga underarter finns listade i Catalogue of Life.